# Ronny Pecik
Ronny Ljubomir Pecik (* 4. März 1962 in Varaždin, Kroatien) ist ein österreichischer Investor kroatischer Herkunft.

## Herkunft und Jugend
Ronny Pecik kam mit seinen Eltern als vierjähriges Gastarbeiterkind nach Österreich. Er besuchte dort die Volksschule und das Realgymnasium. Nach der 4. Klasse des Gymnasiums brach er die Schule ab und begann ein Fachtechnikum als Starkstromelektriker bei Bombardier Wien Schienenfahrzeuge. Pecik zog mit 17 Jahren von zuhause aus und schloss die Lehre bei Bombardier 1982 ab.

## Karriere als Bankangestellter
Mit 19 Jahren machte er eine EDV-Ausbildung bei IBM Österreich und bekam einen Job bei der Länderbank. Von 1989 bis 1992 war Pecik Optionshändler bei der Bank Austria. Aufgrund seines Interesses am Kapitalmarkt wurde er Mitglied eines Projektteams, das mit dem Aufbau der ÖTOB (Österreichische Termin- und Optionenbörse) befasst war. 1992 wechselte Ronny Pecik in die Vermögensverwaltung der Bank Austria, wo er einen Kundenkreis aufbaute und etwa zwei Milliarden Schilling (145,3 Mio. Euro) verwaltete. Nach drei Jahren verließ er die Bank und wechselte zur Grazer Wechselseitigen, wo er ebenfalls für Vermögensverwaltung zuständig war. 1997 kam er zur Raiffeisen-Bezirksbank Wolfsberg (RBB), für die er eine Zweigstelle in Wien aufbaute und die Leitung übernahm. Im Jahr 2000 übernahm Ronny Pecik gemeinsam mit Partnern die M&A PrivatBank AG, in der er zunächst Vorstand und später Aufsichtsratsmitglied war.

## Karriere als Investor
Ronny Pecik und seine Partner begannen nach der Dotcom-Blase im Jahr 2000 selbst zu investieren und kauften gemeinsam 27 % des Edelstahlherstellers Böhler-Uddeholm, die er anschließend mit Gewinn verkaufte. Später fand er mit Mirko Kovats einen neuen Partner und erwarb im April 2003 19,5 % des Anlagenbauers VA Tech, die er im Jänner 2004 mit einem Gewinn von 70 Millionen Euro an die Siemens AG weiterverkaufte.
Ronny Pecik gründete mit Mirko Kovats die A-Tec Industries, die er auch 2006 erfolgreich an die Börse brachte. Danach übernahmen die beiden 2005 über die Investmentgesellschaft VICTORY Industriebeteiligung AG die Aktienmehrheit des Schweizer Technologiekonzerns OC Oerlikon (vormals Unaxis AG). Im Jahr 2006 kam es jedoch zur Trennung zwischen dem konservativen Mirko Kovats und dem aufgeschlosseneren Ronny Pecik, da sie zu unterschiedliche Charaktereigenschaften und unterschiedliche strategische Ansichten hatten. Im Jahr 2006 übernahm Pecik mit der OC Oerlikon 100 % an der Saurer AG, den größten Textilmaschinenfabrikanten der Schweiz, der auch im Automotive-Bereich tätig ist. Pecik verhinderte so die Zerschlagung des Konzerns durch Hedgefonds. Saurer wurde daraufhin vollständig in die OC Oerlikon integriert.
Anfang Jänner 2007 übernahm Pecik über sein Unternehmen VICTORY auch 20,5 % am Schweizer Telekommunikationsunternehmen Ascom sowie über die Investmentgesellschaft Everest 17,5 % des Industriekonzerns Sulzer AG, wobei er von seinem Partner, dem russischen Oligarchen Viktor Vekselberg, unterstützt wurde.
Einige Schweizer Politiker kritisieren die Investitionsstrategie von Pecik und seinen Partnern, da sie diesen unterstellen, nur kurzfristige Profite erzielen zu wollen und nicht als langfristige strategische Partner zu gelten. Auch die Unternehmen, die zum Ziel von feindlichen Übernahmen wurden, kritisierten das Vorgehen von Pecik. Pecik und seinen Partnern wurde vorgeworfen, diese Übernahmen unter Verletzung der Schweizer Meldepflichten durchgeführt zu haben. Dies führte im Mai 2007 zu einer Gesetzesänderung im Schweizer Parlament, durch die die Meldevorschriften für Beteiligungen verschärft wurden. Ronny Pecik sowie seine Partner wurden nach einem langwierigen Verfahren im Jahr 2010 freigesprochen, auch das zweite Verfahren seitens der Behörde wurde eingestellt.
Schließlich zog sich Pecik im Mai 2007 von der Beteiligung an Ascom zurück, da es zu große Differenzen mit dem Verwaltungsratspräsident Juhani Anttila gab. Seine Anteile übernahm die Zürcher Kantonalbank. Im Mai 2007 verkaufte er auch seine 6,5-%-Anteile an der A-TEC an die Deutsche Bank um circa 70 Millionen Euro.
Weitere Unternehmen, an denen Pecik beteiligt ist, sind unter anderem die Saurer Textil Gruppe und das Stuttgarter Technologieunternehmen M+W Zander. Er hielt Anteile an der österreichisch-slowakischen Fluglinie SkyEurope, am Schweizer Finanzdienstleister Zurich Financial Services, der Swiss Re und war auch beteiligt am Schweizer Zementhersteller Holcim, der Georg Fischer AG und der Industrieholding Rieter.
Im Juni 2012 verkaufte Pecik seinen Anteil von über 20 % an der Telekom Austria AG an das mexikanische Telekommunikationsunternehmen América Móvil. Diese Beteiligung hielt er direkt und indirekt über die Wiener RPR Privatstiftung und war folglich der zweitgrößte Aktionär der Telekom Austria AG.
Im Oktober 2013 wurde ihm ein Interesse an der Übernahme der Balkan-Töchter der verstaatlichten Hypo Alpe-Adria-Bank International nachgesagt, was er allerdings umgehend dementierte.
Über die Wiener RPR Privatstiftung erwarb Pecik im Dezember 2013 die Zentrale der Bank Austria am Wiener Schottenring für kolportierte 125 Millionen Euro.
Im Juli 2016 wurde bekannt, dass Ronny Pecik über eine Tochtergesellschaft der RPR Privatstiftung die Immobilie „Fischhof“ in der Wiener Innenstadt für einen Kaufpreis von 30 Millionen Euro erworben hatte.
Ronny Pecik übernahm 2017 ein Aktienpaket von 11,35 Prozent an der S IMMO AG von Roman Abramovich zu einem kolportierten Kaufpreis von 100 Millionen Euro, wodurch er zum größten Aktionär der S IMMO AG wurde. Als Käufer und Verkäufer traten die Gesellschaften RPR Management GmbH und die Anadoria Ltd. auf. Seine Anteile verkaufte er Ende 2020 an Peter Korbacka sowie Anfang 2021 an die Aggregate Holding SA.
Ronny Pecik beteiligte sich im Februar 2020 mit etwa 11 Prozent bei der Immofinanz AG. Er folgte dem im März 2020 zurückgetretenen Oliver Schumy als CEO der Immofinanz nach. Dadurch wurden bereits seit längerem bestehende Gerüchte um eine mögliche Fusion zwischen S IMMO AG und Immofinanz AG neu angefacht. Im Jänner 2021 wurde jedoch bekannt, dass Ronny Pecik seine Anteile an der Immofinanz AG verkauft hatte und auch seine Position als CEO zur Verfügung stellen würde.
Noch unter der Führung von Pecik legte die Immofinanz AG im März 2021 ein Übernahmeangebot an die Aktionäre der S IMMO AG. Das Angebot wurde jedoch an die Bedingung geknüpft, dass die Höchstimmrechtsbeschränkung von 15 Prozent bei der S IMMO AG zuerst aufgehoben wird.
Im Juni 2021 trat er als Vorstandsvorsitzender der Immofinanz zurück.

## Strafverfahren wegen Verletzung des Börsengesetzes
Die Eidgenössische Finanzmarktaufsicht FINMA erstattete gegen Ronny Pecik Anfang 2009 beim Eidgenössischen Finanzdepartement eine Strafanzeige. Die FINMA stellte im Jänner 2009 nach Abschluss eines umfassenden Ermittlungs- und Verwaltungsverfahrens fest, dass Ronny Pecik zusammen mit Georg Stumpf als Gruppe zwischen Ende 2006 und Anfang 2007 seine Offenlegungspflichten nach Art. 20 des Börsengesetzes verletzt hat und unter missbräuchlichem Einsatz von formal auf Barausgleich lautenden Optionen, Aktien der Sulzer AG erwarb bzw. kontrollierte, sowie Optionen mit Barausgleich in Optionen mit Realerfüllung konvertierte.
Das Verfahren gegen Ronny Pecik und seine Partner wurde nach einer Wiedergutmachungszahlung von zehn Millionen Franken im Oktober 2010 eingestellt. Im Fall OC Oerlikon wurden die Investoren Ende September 2010 vom Bundesstrafgericht freigesprochen, wobei auch der Entscheid des Finanzdepartements korrigiert wurde.

## Betrugsanzeige der Heta
Im April 2015 erstattete die Heta eine Anzeige gegen Ronny Pecik, Georg Stumpf und zwei weitere Personen wegen des Verdachts auf Betrug, Untreue und betrügerische Krida in Zusammenhang mit einem Kreditgeschäft aus dem Jahr 2007. Der Schaden für die Bank soll sich dabei auf 40 Millionen Euro belaufen haben. Die Anzeige wurde 2016 jedoch zurückgezogen, da „keine strafrechtlich relevanten Tatbestände“ vorlagen.

## Rechtsstreit umS IMMO-Aktien
Dem Einstieg von Ronny Pecik bei der S IMMO AG im Jahr 2017 folgte eine Klage des österreichischen Investors Markus Schafferer. Schafferer klagte Pecik und seinen späteren Partner René Benko bzw. dessen Signa Holding auf 108 Millionen Euro oder Übertragung des Aktienpakets, weil er bereits 2016 eine exklusive Vereinbarung mit dem ursprünglichen Verkäufer des Aktienpakets gehabt haben soll und mit Pecik als Partner über den Aktienkauf verhandelt hatte. Dieser soll jedoch entgegen der gemeinsamen Kaufabsicht und einer Verschwiegenheitsvereinbarung den Deal alleine abgeschlossen haben. Nach Angaben Peciks soll es jedoch keine gemeinsame Kaufabsicht gegeben haben, weshalb er ohne Schafferer ein Gebot abgegeben habe. Das Verfahren war beim Wiener Handelsgericht anhängig. Im Mai 2021 wurde die Klage in erster Instanz abgewiesen. Pecik soll allerdings eine eidesstattlich abgegebene Erklärung verletzt haben, sodass deswegen ein weiterer Gerichtsfall entstehen könnte.

## Verdacht auf Insiderhandel und Hausdurchsuchung
Im März 2021 wurde bekannt, dass es bereits im September 2020 an mehreren Adressen von Immofinanz-CEO Ronny Pecik zu Hausdurchsuchungen kam. Grund dafür soll der Verdacht des Insiderhandels gewesen sein. Pecik selbst nannte die Vorwürfe haltlos und verwies darauf, „dass die Namensgleichheit mit seinem Sohn Ronny Pecik junior möglicherweise zu Verwirrungen führte, die in Amtshandlungen der Finanzmarktaufsicht (FMA) im September 2020 mündeten“.

## Auszeichnungen
- 2019: Ehrensenator der Technischen Universität Wien[25]